# Chrysis mediata
Chrysis mediata (лат.) — вид ос-блестянок рода Chrysis из подсемейства Chrysidinae.

## Распространение
Западная Палеарктика (Европа). В северной Европе: Эстония, Латвия, Литва, Швеция. Относительно редкий вид. Надежные данные о распространении в восточной Палеарктике отсутствуют. Находки из Японии были признаны ошибочными.

## Описание
Длина — 6—10 мм. Ярко-окрашенные металлически блестящие осы. Окраска и габитус C. mediata сходны с C. solida, это близкородственные виды, которые отличаются от других аналогично окрашенных видов группы C. ignita сочетанием следующих признаков: 1) яйцеклад широкий, 2) внутренний край парамера изогнут и 3) шпоры средней голени неодинаковой длины. Оба вида также характеризуются зеленоватыми стернитами, округлыми или слегка прямоугольными черными пятнами на стерните S2, относительно толстыми мандибулами и мелкой и плотной пунктировкой тергита T2, особенно у самки. C. mediata часто трудно отличить от C. solida, но в целом тело крупнее и шире, голова более узкая во фронтальном виде (только немного шире в высоту), поверхность T3 более блестящая, а цвет головы и мезосомы преимущественно светло-голубой. Цвет тергитов золотисто-красный или темно-красный, как у C. solida. Хозяевами C. mediata являются гнездящиеся в почве виды рода Odynerus Latreille, в то время как у C. solida хозяевами являются гнездящиеся в полостях виды, в основном Ancistrocerus. Клептопаразиты ос: Odynerus (Vespidae). Период лёта: июнь — июль.
C. solida и C. mediata очень похожи морфологически и генетически, несмотря на явные различия в их биологии и выборе хозяина. Надежная идентификация видов не всегда возможна без информации о хозяине или среде обитания.